# Jaan Poska

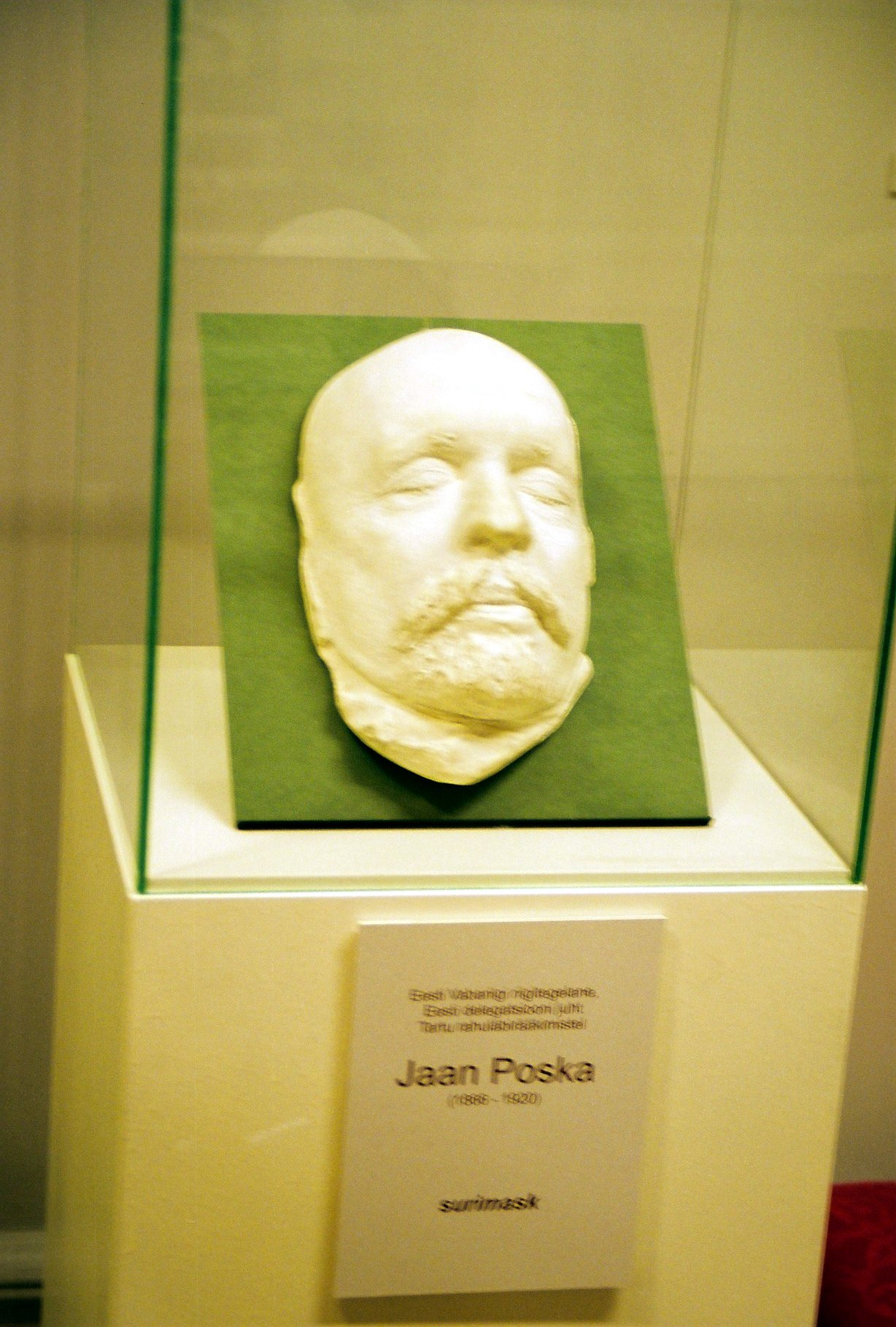
Máscara funeraria de Poska en el museo de Tartu.

Jaan Poska (nacido el 24 de enero de 1866 en Laiuse, actual Jõgeva vald, condado de Jõgeva, Estonia – muerto el 7 de marzo de 1920 en Tallin, Estonia) fue un abogado político estonio.
En 1890, Jaan Poska se graduó de la Facultad de Derecho de la Universidad de Tartu, después de que trabajara como abogado en Tallin. Poska fue alcalde de Tallin durante los años 1913-1917. En esta posición apoyó ciertas reformas, como la reforma de la sanidad y la fundación de dos escuelas. En abril de 1917, fue nombrado Gobernador de la provincia autónoma de Estonia. El 28 de noviembre (15 de noviembre) de 1917, la Maapäev se negó a reconocer el nuevo Estado bolchevique y se autoproclamó la suprema autoridad legal de Estonia. La República de Estonia declaró su independencia formalmente el 23 de febrero de 1918, sólo para ser ocupada un día después por la fuerza y anexionada por el Imperio alemán.
El 24 de febrero de 1918, Poska fue nombrado Ministro de Relaciones Exteriores del Gobierno Provisional de Estonia. Trabajó en Europa occidental para obtener el reconocimiento diplomático de Estonia y participó en la Conferencia de Paz de París. Dirigió las conversaciones de paz con la Rusia soviética y logró el Tratado de Tartu, que se firmó el 2 de febrero de 1920.
Jaan Poska fue condecorado con la Orden VR III/1 de la Cruz de la Libertad.